# Song to Song
Song to Song – amerykański film muzyczny z 2017 roku w reżyserii Terrence’a Malicka, wyprodukowany przez Buckeye Pictures, Waypoint Entertainment i FilmNation Entertainment. Główne role w filmie zagrali Ryan Gosling, Rooney Mara, Michael Fassbender i Natalie Portman.

## Fabuła
Austin w amerykańskim stanie Teksas – miasto uważane jest za muzyczną stolicę świata. Mieszkają tu BV (Ryan Gosling) i Faye (Rooney Mara) – dwoje kumpli, marzących o wielkiej karierze muzycznej, a drzwi do niej może im otworzyć wpływowy producent muzyczny Cook (Michael Fassbender). Nie wiadomo jednak, czy deklarujący chęć pomocy przedsiębiorca ma czyste intencje. Sprawy się jeszcze bardziej komplikują, gdy na horyzoncie zjawia się kelnerka Rhonda (Natalie Portman), w której Cook widzi swoją nową muzę.

## Obsada
- Ryan Gosling jako BV
- Michael Fassbender jako Cook
- Rooney Mara jako Faye
- Natalie Portman jako Rhonda
- Cate Blanchett jako Amanda
- Lykke Li jako Lykke
- Val Kilmer jako Duane
- Bérénice Marlohe jako Zoey
- Holly Hunter jako Miranda
- Tom Sturridge jako brat BV
- Austin Amelio jako brat BV
- Linda Emond jako Judy, matka BV

## Produkcja
Zdjęcia do filmu kręcono w Austin w stanie Teksas w USA oraz w Méridzie i Progreso w Meksyku.

## Odbiór

### Krytyka w mediach
Film Song to Song spotkał się z mieszanymi recenzjami od krytyków. W serwisie Rotten Tomatoes średnia ocen filmu wyniosła 46% ze średnią oceną 5.5 na 10. Na portalu Metacritic średnia ocen wyniosła 53 punkty na 100.